# Сцієнтизм
Сцієнтизм або саєнтизм (від лат. scientia — знання, наука) — глибоке переконання в можливості універсального застосування наукового методу та підходу, точка зору, що емпірична наука є найбільш авторитетним світоглядом або найціннішою частиною людських знань, аж до виключення інших точок зору. Термін часто застосовується з негативним навантаженням. Гносеологічне джерело сцієнтизму — різке зростання ролі в суспільстві природознавства в XIX—XX століттях.
Термін був визначений як «погляд, що характерні індуктивні методи природничих наук є єдиним джерелом справжніх фактичних знань і, зокрема, що лише вони можуть бути джерелом справжніх знань про людину та суспільство.» Людина, яка притримується сцієнтизму, називається сцієнтизміст або сцієнтист. Термін сцієнтизм часто натякає на критику більш екстремальних проявів логічного позитивізму та часто вживається суспільнознавцями, як от Фрідріх Гаєк, філософами науки як Карл Поппер, та філософами як Гіларі Патнем та Цвєтан Тодоров, щоб описати догматичне схвалення наукової методології та редукції всього знання лише до того, що можна виміряти.
Сцієнтизм може також застосовуватися до самої науки, коли її «надто багато». Термін сцієнтизм може застосовуватися у двох однаково негативних значеннях:
1. Щоб вказати неправильне використання науки або наукових тверджень.[21] Це значення вживається також у контекстах, де наука може не мати застосування,[22] наприклад коли тема вважається поза межами досяжності наукового методу, або у контекстах, де немає достатньої кількості еміпіричних доказів, щоб виправдати наукові висновки. Це включає надавання надмірної ваги твердженням науковців або некритичну готовність прийняти будь-які результати, які називаються «науковими». У цьому випадку, такий термін є контраргументом у відповідь на заклики до авторитету науки.
2. Щоб вказати на "переконання, що методи природничих наук, або категорії та речі, які ці науки використовують, формують єдиноправильні елементи будь-якого дослідження, філософського та усілякого іншого, "[20] чи що «наука, і лише наука, описує світ таким, яким він є у самому собі, незалежно від перспективи»[15] з послідовним «вилученням психологічних вимірів людського досвіду.»[23][24]

Цей термін також використовується, щоб привернути увагу до можливої загрози надмірного редукціонізму у всіх сферах людських знань.
Для соціологів у традиції Макса Вебера, наприклад Юрґена Габермаса, поняття сцієнтизму відноситься важливим чином до філософії позитивізму, але також до культурної раціоналізації сучасного Заходу.
Фрідріх Гаєк у «Контрреволюції науки» (нім. Missbrauch und Verfall der Vernunft) називає  ідеї Конта, Сен-Симона та Бентама сцієнтизмом: методи природничих наук (особливо фізики) не можуть бути перенесені на соціальні науки. 

## Погляди
Окремі елементи сцієнтизму є ще у філософії класичного періоду (впевненість філософів-просвітників XVI—XVIII століть у тому, що розвиток науки і техніки забезпечить процвітання суспільства), проте найяскравіше сцієнтизм виявився у спробах представників вульгарного матеріалізму і бігевіоризму звести зміст філософських категорій — матерії, свідомості, причинності тощо — до їх природничого аспекту.

## Неопозитивізм
Найтиповішим виразом сцієнтизму на сучасному етапі є міркування представників неопозитивізму, які позбавляють філософію її предмета (фізикалізм), тлумачать філософію лише як «аналіз мови науки». Керуючись позитивістськими принципами зведення соціологічного знання до аналізу «строго наукових» природничих (біологічних, географічних) фактів, соціологи можуть схилятись до антигуманістичних расових «теорій», геополітики.

## Антисцієнтизм
В межах метафізично орієнтованої філософії, що є однобічною абсолютизацією науково-логічних структурних елементів філософського знання, сцієнтизм зустрічає опозицію так званого антисцієнтизму («філософія життя», екзистенціалізм, персоналізм), який так само однобічно абсолютизує цілісно-світоглядну функцію філософії.

## Словникові визначення
Стандартний словник визначень включає наступні застосування терміна «саєнтизм»:
- Використання стилю, припущень, техніки та інших атрибутів, які зазвичай притаманні науковцям.[28]
- Методи та погляди, які притаманні природничим науковцям.[29][30]
- Перебільшена віра у ефективність методів природничих наук у застосуванні до всіх сфер дослідження, наприклад філософії, суспільнознавства та гуманістики.[29]
- Використання наукового або псевдонаукового мовлення.[31]
- Твердження, що суспільствознавство, наприклад економіка та соціологія, є справжніми науками лише тоді, коли вони дотримуються дещо строгіших інтерпретацій наукового методу, які вживають природничі науки, а інакше вони не є справжніми науками.[32]
- «Термін, який застосовується (часто у негативному значенні) щодо віри у всесильність наукових знань та техніки; також щодо точки зору, що методи дослідження, які є відповідні для фізичних наук, можуть замінити методи, які використовуються у інших сферах — філософії і, особливо, людської поведінки та суспільнознавства.»[33]
- «1. Сукупність поглядів та практик, які вважаються характерними науковцям. 2. Віра у те, що методи дослідження фізичних наук відповідають та є цілком виправданими для усіх сфер дослідження.»[34]

## Виноски
1. ↑  Sorell, Thomas ‘Tom’ (1994), Scientism: Philosophy and the Infatuation with Science, Routledge, с. 1ff.
2. ↑  Peterson, Donald R (June 2004), Science, Scientism, and Professional Responsibility, Clinical Psychology: Science and Practice, 11 (2): 196—210, Термін сцієнтизм звичайно вживається з негативними намірами.
3. ↑  Hakfoort, C (1992), Science deified: Wilhelm Osstwald's energeticist world-view and the history of scientism, Annals of Science, 49 (6): 525—44, Термін 'сцієнтизм' іноді вживається в негативному значенні
4. ↑  Bannister, Robert C (1991), Sociology and Scientism: The American Quest for Objectivity, 1880–1940, The University of North Carolina Press, с. 8, Сцієнтизм... є терміном, яким зловживають відколи Фрідріх Гаєк вперше популяризував його у 1940-х рр..
5. ↑  Allan Bullock & Stephen Trombley (Eds), The New Fontana Dictionary of Modern Thought, London: Harper Collins, 1999, p.775
6. ↑  Friedman, Maurice (1984), Contemporary psychology: revealing and obscuring the human, Duquesne University Press, с. 37
7. ↑  Chall, Leo (1967), Sociological Abstracts, Volume 15, Issues 1-4, Sociological Abstracts, Incorporated, с. 204
8. ↑  The Journal of Transpersonal Psychology, Volumes 29-30, Sofia University, 1997, с. 129
9. ↑  Lehr, Fran (2012), Reading Language and Literacy, Routledge, с. 79
10. ↑  Chein, Isidor (1972), The Science of Behavior and the Image of Man, Basic Books, с. 310
11. ↑  Rey, Abel (1909). Review of La Philosophie Moderne. The Journal of Philosophy, Psychology and Scientific Methods. 6.2: 51—3.
12. ↑  Maslow, Abraham, Preface, Toward a Psychology of Being (вид. 1st), Вже існує критика ортодоксального саєнтизму зразка 19-го ст., і я маю намір продовжувати цю справу.
13. ↑  Hayek (1 червня 1980), The Counter Revolution of Science: Studies on the Abuse of Reason, Liberty Fund.
14. ↑  Hacohen, Malachi Haim (2002). Karl Popper: the formative years, 1902–1945: politics and philosophy in interwar Vienna. Cambridge University Press. ISBN 978-0-521-89055-7.
15. 1 2  Putnam, Hilary (1992). Renewing Philosophy. Cambridge, MA: Harvard University Press. с. x.
16. ↑  «Сцієнтизм не позбувається волі, але вирішує, що, оскільки результати науки є дійсними для усіх, ця воля має бути якимось спільним, а не індивідуальним явищем. На практиці, індивід мусить підкоритися колективу, який „знає“ краще, ніж він один.» Цвєтан Тодоров. Недосконалий сад: Спадщина гуманізму. Princeton University Press. 2001. Ст. 20
17. 1 2  Outhwaite, William (2009) [1988], Habermas: Key Contemporary Thinkers (вид. 2nd), Polity Press, с. 22.
18. ↑  Merriam-Webster's Collegiate Dictionary. Merriam-Webster. 2003. с. 1112. ISBN 978-0-87779-809-5. LCCN 2003003674. Архів оригіналу за 4 травня 2011. Процитовано 15 листопада 2013. Сцієнтизм: ...надмірне довір'я ефективності методів природничих наук, які застосовуються у всіх сферах досліджень (напр. у філософії, суспільнознавстві та гуманістиці)
19. ↑  Ryder, Martin (2005). Scientism. У Mitcham, Carl (ред.). Encyclopedia of Science, Technology, and Ethics (вид. 3rd). Detroit: MacMillan Reference Books. Архів оригіналу за 3 вересня 2011. Процитовано 15 листопада 2013. Сьогодні термін використовується з негативним наміром відкинути суттєві арґументи, які закликають до наукового авторитету в контекстах, де наука не має застосування. Ця надмірна присвяченість науковому методу можна розглядати як епістемологічне викривлення та зловживання процесом утворення публічної політики (public policy).
20. 1 2  Blackburn, S (2005). The Oxford Dictionary of Philosophy. Oxford paperbacks. Oxford University Press. с. 331—32. ISBN 978-0-19-861013-7. LCCN 2006271895. Архів оригіналу за 9 грудня 2016. Процитовано 15 листопада 2013. Сцієнтизм: Негативний термін для переконання, що методи природничих наук, або категорії та речі, які використовуються природничими науками, формують єдиноправильні елементи будь-якого дослідження, філософського та усілякого іншого.
21. ↑  Peterson, 2003, с. 753: ‘найкращий спосіб зрозуміти звинувачення у сцієнтизмі - як різновид логічної помилки, яка включає неправильне використання науки або наукових тверджень’
22. ↑  Ryder, Martin, Scientism, Denver: University of Colorado, архів оригіналу за 3 вересня 2011, процитовано 5 липня 2007 [Архівовано 3 вересня 2011 у Wayback Machine.].
23. ↑  Bannister, Robert, Behaviorism, Scientism and the Rise of The "Expert", архів оригіналу за 12 жовтня 2008, процитовано 15 листопада 2013 [Архівовано 12 жовтня 2008 у Wayback Machine.].
24. ↑  Haack, Susan (2003), Defending Science Within Reason: Between Scientism and Cynicism, Amherst, NY: Prometheus Books.
25. ↑  Collins, Michael (20 березня 1983), A Critical Analysis of Competency-based Systems in Adult Education, Adult Education Quarterly, 33 (3): 174—83.
26. ↑  Chargaff, Irwin (Dec 1997), In Dispraise of Reductionism, Bioscience, 47 (11): 795—7.
27. ↑  Sawyer, R Keith (2000), Connecting Culture, Psychology and Biology: Essay Review on Inghilleri's From Subjective Experience to Cultural Change, Human Development, 43: 56—59.
28. ↑  Random House Dictionary of the English Language, 1987.
29. 1 2  Webster, 1983.
30. ↑  Scientism, English Dictionary (вид. Web), Oxford, definition 1 {{citation}}: |access-date= вимагає |url= (довідка).
31. ↑  Webster, 1983, Definition #3.
32. ↑  Webster, 1983, Definition #2.
33. ↑  Scientism, English Dictionary (вид. Web), Oxford, definition 2 {{citation}}: |access-date= вимагає |url= (довідка).
34. ↑  The American Heritage Dictionary of the English Language (вид. 4th), Houghton Mifflin; Bartleby, 2000, архів оригіналу за 24 січня 2008, процитовано 15 листопада 2013.